# Smrtící bílá
Smrtící bílá je čtvrtým románem ze série detektivních příběhů o Cormoranu Strikovi, které napsala Joanne Rowlingová a publikovala je pod pseudonymem Robert Galbraith. Román Smrtící bílá vyšel 18. září 2018. Rowlingová oznámila dokončení rukopisu po přibližně dvou letech psaní.
První knihou série je Volání kukačky (2013), po ní následují Hedvábník (2014) a Ve službách zla (2015).V dalších letech doplnila spisovatelka sérii o díly Neklidná krev (2020) a Černočerné srdce (2022).

## Děj
Detektivní kancelář Cormorana Strika se úspěšně rozrůstá. Robin přijme nabídku pracovat pro jeho kancelář jako vyšetřovatelka s pevným platem, ale po čase musí Strike i přesto z důvodů narůstajícího počtu případů přijmout další vyšetřovatele.
Jednoho dne přijme nevyžádanou návštěvu – mladého, mentálně nemocného muže, jenž tvrdí, že byl před několika lety svědkem vraždy dítěte, které poté pohřbili v lese. Není však schopen poskytnout žádné další podrobnosti. Vyšetřování zavede tentokrát Strika a Robin do politických kruhů.
Vedle detektivní zápletky sleduje čtenář i osobní příběhy obou hlavních postav. Robin pokračuje v boji s posttraumatickou stresovou poruchou, zatímco manžel Matthew se jí stále plete do práce. A když Robin přijde na to, že ji Matthew podvádí, odstěhuje se od něj. Strikova bývalá přítelkyně Charlotte Rossová, která je nyní vdaná a těhotná, se znovu objevuje na scéně a neúspěšně Strika pronásleduje.

## Postavy
- Cormoran Strike – válečný veterán, který odešel z armády do výsluhy poté, co při bombovém útoku přišel o část pravé nohy. Stal se soukromým detektivem a menší celebritou – zčásti díky svému otci, který byl rockovou hvězdou, ale i díky vyřešení několika ostře sledovaných vražd.
- Robin Ellacottová – Strikeova bývalá sekretářka, nyní vyšetřovatelka a Strikova obchodní partnerka. Přežila znásilnění a pokus o vraždu a je extrémně citlivá na sexuální zločiny.
- Matthew Cunliffe – Robinin dlouholetý přítel a nyní i manžel.
- Charlotte Campbell Rossová – Strikeova bývalá přítelkyně, která je v současné době vdaná a čeká se svým manželem dítě.
- Billy Knight – Mladý muž, který tvrdí, že byl před několika lety svědkem vraždy.
- Jimmy Knight – Billyho bratr, levicový aktivista.
- Flick Purdueová – přítelkyně Jimmyho Knighta a levicová aktivistka.
- Jasper Chiswell – náladový poslanec britského parlamentu, kterého pronásledují skandály. Zastává post ministra kultury.
- Freddie Chiswell – Jasperův zesnulý syn, jenž zemřel v boji. Okolnosti jeho smrti vyšetřoval Strike.
- Izzy Chiswellová – Jasperova pracovitá, ale nedoceněná dcera.
- Raphael – Jasperův nemanželský syn, který byl nedávno propuštěn z vězení. Odpykával si trest za zabití ženy při řízení pod vlivem alkoholu.
- Kinvara Chiswellová – Mladá, nestabilní, afektovaná druhá manželka Jaspera Chiswella.
- Geraint Winn – manžel ministryně sportu Delly Winnové a jeden z politických nepřátel Jaspera Chiswella.
- Vanessa Ekwensiová – seržantka, která se přátelí s Robin.

## Literární kritika
Recenze Romana Lipčíka poukazuje na přílišnou rozvleklost románu. „Moje malé nadšení z profesionálních kvalit detektivního debutu Rowlingové Volání kukačky před pěti lety shrnuje za kupu dalších prohřešků proti řemeslu i žánru jeden dialog mezi dvěma postavami, který se v té knize táhl nepřerušeně a téměř bez uvozovacích vět třicet stran.“ Zápletku vidí jako „slušně zkonstruovanou“, nicméně právě rozvleklost jí ubírá na gradaci. Vyzdvihuje naopak schopnost Rowlingové věrohodně charakterizovat postavy a dokonale popisovat místa. Pozastavuje se nad volbou politického prostředí, do něhož je děj umístěn. Rowlingová si „...vyřizuje účty s politickými extrémy. Její vidění světa je důsledně středolevé, takže s extrémy je snadno hotová, ale jinak je názorově spíše nevyhraněná, nijaká.“ Recenzent Radovan Kolbaba v mnohém s Romanem Lipčíkem souhlasí a tvrdí, že knihy Rowlingové „trpí neduhem 'užvaněnosti', a kdyby v ní šikovný redaktor vyškrtal pár desítek stran, nijak by jí neublížil. Na druhou stranu je JKR vynikající autorkou a ani u popisů, které děj nijak neposunují, se čtenáři nenudí.“

## Další média
Smrtící bílá byla adaptována jako součást televizního seriálu v hlavních rolích s Tomem Burkem (Cormoran Strike) a Holliday Graingerovou (Robin Ellacottová). Natáčení čtvrté série začalo v září 2019. První díl byl odvysílán 30. srpna 2020.